# San Francesco in estasi con san Benedetto
San Francesco in estasi con san Benedetto è un dipinto a olio su tela (262x180,5 cm) eseguito da Giovanni Francesco Barbieri, detto Guercino, databile al 1620 circa e conservato al Louvre di Parigi.

## Storia
Carlo Cesare Malvasia colloca questo dipinto all'anno 1620 con queste parole: «Fece un san Francesco in San Pietro di Cento con un angelo che suona il violino e un'altra d'un san Benedetto.» Già nella edizione del 1841 veniva segnalato in nota 1 che l'aggiunta di «un'altra» era sbagliata, osservazione confermata da tutte le fonti contemporanee che parlano di una sola pala, con i due santi. Requisita dalle truppe napoleoniche nel 1796, fu esposta al Louvre, dove è conservata tuttora. Fu pubblicata per la prima volta da Denis Mahon.

## Descrizione e stile
In questo dipinto, Guercino esprime l'estasi mistica di san Francesco come un'esperienza sensoriale assimilabile a una vibrazione musicale. La musica celeste, troppo bella per essere sostenuta, induce il santo ad allontanarsi; eppure continua a percepirla, mentre il suo corpo sembra rispondere a un movimento ascensionale a spirale, simile a quello di un serpente attratto da incantesimi sonori. La luce estatica, simbolo visibile di tale armonia ultraterrena, si diffonde sulle superfici degli abiti del santo con un tremolio continuo. Francesco copre gli occhi, come se si sentisse indegno di ricevere questa manifestazione divina, ma la luce insiste e penetra fino a conquistare la sua anima. Anche lo spettatore, come il santo, è chiamato ad arrendersi alla bellezza assoluta che si manifesta davanti ai suoi occhi.
L'organizzazione della scena è una delle più compiute e articolate del periodo giovanile di Guercino. Le tre figure – san Francesco, un secondo santo e un angelo – sono disposte secondo una complessa rete di diagonali e piani inclinati, visibili sia in superficie che in profondità. Le giustapposizioni tra le forme in arretramento generano un’impressione di spontaneità, nonostante l’evidente controllo compositivo. La luce svolge un ruolo magistrale: non tanto per descrivere i dettagli strutturali delle singole figure, quanto come mezzo per dissolverne i contorni, contribuendo all’unità della composizione.
Il risultato è un'opera che, pur nella sua intimità spirituale, mantiene una forza monumentale. Non sorprende che il dipinto fosse particolarmente ammirato da Giuseppe Maria Crespi, affascinato dal tocco libero del pennello. In una lettera del 22 febbraio 1741 indirizzata a papa Benedetto XIV, il cardinale Prospero Lorenzo Lambertini, arcivescovo di Bologna, si disse preoccupato che la pala – insieme a quella raffigurante san Bernardino – potesse essere venduta o danneggiata dall'umidità, a testimonianza della grande considerazione in cui l'opera era tenuta.
Esistono quattro varianti autografe di questa composizione, tutte senza la figura di san Benedetto e di dimensioni più ridotte: una conservata al Museo Nazionale di Varsavia, pubblicata da Salerno; una presso la collezione Fava Grimaldi di Cento, nota fin dal 2004 grazie a Denis Mahon; una già appartenuta alla Galleria Roberto Ducci di Firenze, di cui si ignora l’ubicazione attuale; e una più tarda, eseguita dopo il 1623, oggi conservata alla Gemäldegalerie Alte Meister di Dresda.